# دمیتری اوستینوف
دمیتری فیودوروویچ اوستینوف (روسی: Дми́трий Фёдорович Усти́нов؛ ۱۷ اکتبر ۱۹۰۸ – ۲۰ دسامبر ۱۹۸۴) یک سیاست‌مدار و مارشال اهل اتحاد جماهیر شوروی بود که به عنوان وزیر دفاع کشور خدمت کرد.
وی همچنین برنده جوایزی همچون جایزه دولتی اتحاد شوروی، نشان لنین و قهرمان اتحاد شوروی شده است.